# بوق هوائي

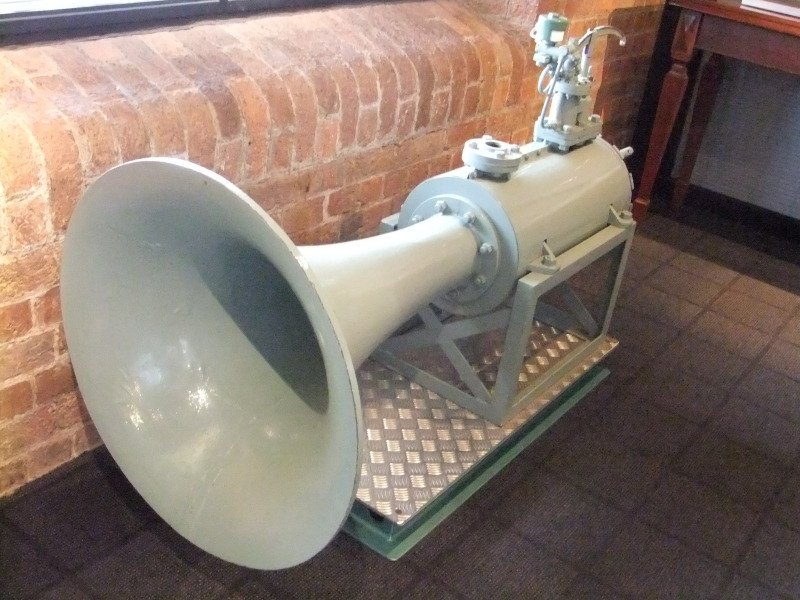
صافرة بخار من ناقلة عملاقة في متحف ميرسيسايد البحري بالمملكة المتحدة

البوق الهوائي (بالإنجليزية: Air horn)‏ عبارة عن جهاز يعمل بالهواء المضغوط مصمم لإحداث ضوضاء عالية بهدف إصدار الإشارات. يتكون عادة من مصدر ينتج هواءً مضغوطاً، والذي يمر في بوق صوتي ‏ من خلال قصب أو حجاب حاجز. يتسبب تيار الهواء في اهتزاز القصبة أو الحجاب الحاجز، مما ينتج عنه موجات صوتية، ثم يضخم البوق الصوت مما يجعله أعلى. تُستخدم الأبواق الهوائية على نطاق واسع كأبواق للمركبات، مثبتة في الحافلات الكبيرة، وشاحنات نصف المقطورة، وسيارات الإطفاء، والقطارات، وبعض سيارات الإسعاف كجهاز إنذار، وعلى السفن كجهاز إشارات.

## التصميم

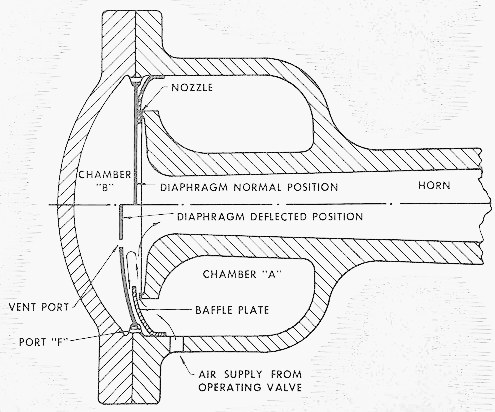
رسم تخطيطي لغرفة تغذية نموذجية لبوق هوائي للقاطرة

يتكون البوق الهوائي من معدن متوهج أو بوق بلاستيكي أو بوق (يسمى «الجرس») متصل بغرفة هواء صغيرة تحتوي على قصبة معدنية أو غشاء في حلق البوق. يتدفق الهواء المضغوط من خط المدخل عبر فتحة ضيقة تتجاوز القصبة أو الحجاب الحاجز، مما يتسبب في اهتزازه، ما ينتج عنه موجات صوتية. يعمل البوق المتوهج كمحول معاوقة صوتية لتحسين نقل الطاقة الصوتية من الحجاب الحاجز إلى الهواء الطلق، مما يجعل الصوت أعلى. في معظم القرون، تحدد أيضًا حدّة الصوت. عندما يهتز بواسطة الحجاب الحاجز، يهتز عمود الهواء في القرن في موجات راكدة. يحدد طول البوق الطول الموجي للموجات الصوتية المتولدة، وبالتالي التردد الأساسي (درجة الصوت) للنغمة التي يصدرها البوق. كلما كان البوق أطول، كلما انخفضت حدة الصوت.
تستخدم الأبواق الهوائية الأكبر في السفن وبوق الضباب ‏ بشكل مماثل للصافرة. بدلاً من الحجاب الحاجز ، يتسرب الهواء من حجرة رنين أسطوانية مغلقة من خلال شق دقيق الشكل موجه ضد حافة السكين (fipple). يتذبذب الهواء الذي يمر عبر حافة السكين، مما ينتج عنه موجات صوتية. تثير التذبذبات موجات راكدة في حجرة الرنان، لذا فإن طول الحجرة يحدد درجة النغمة المنتجة.

## الشاحنات والحافلات
في الشاحنات والحافلات، يتم تشغيل البوق الهوائي بهواء مضغوط من نظام الفرامل الهوائية للسيارة. في الشاحنات، يتم سحب سلك مركب على سقف كابينة المشغل أو في الحافلات، ويتم دفع ذراع الصمام الموجود على جانب لوحة العدادات لأسفل أو سحبها لأعلى لفتح الصمام، مما يوفر كميات متفاوتة من الهواء إلى البوق. وبالتالي، فإن اليد الممدودة التي تصل إلى الأعلى والضخ هي إشارة إلى سائق السيارة المجهزة ببوق هوائي. في الشاحنات والحافلات الحديثة، يتم تشغيل البوق بواسطة زر على عجلة القيادة (تمامًا مثل بوق السيارة العادي). تحتوي بعض الشاحنات والحافلات على كلا من البوق الكهربائي والهوائي، ويمكن تحديده عن طريق مفتاح على لوحة القيادة. هذا لمنع استخدام بوق الهواء القوي في المناطق المأهولة بالسكان.

### سيارات الطوارئ
تعمل العديد من سيارات الإطفاء وسيارات الإسعاف ومركبات الطوارئ الكبيرة الأخرى على استخدام الأبواق الهوائية كوسيلة لتحذير المركبات لإخلاء حق المرور.
هناك أيضًا أبواق إلكترونية لسيارات الطوارئ، والتي تنتج صوتًا مشابهًا يسهل التعرف عليه. يتم دمجها عادةً في نفس النظام مثل صفارات الإنذار الإلكترونية للمركبة، والصوت من خلال نفس مكبرات الصوت. في العقود العديدة الماضية، تم اختيار أنظمة الصوت الإلكترونية ذات الترددات المتغيرة على نطاق واسع كنظم تحذير تكميلية شائعة.

## القاطرات

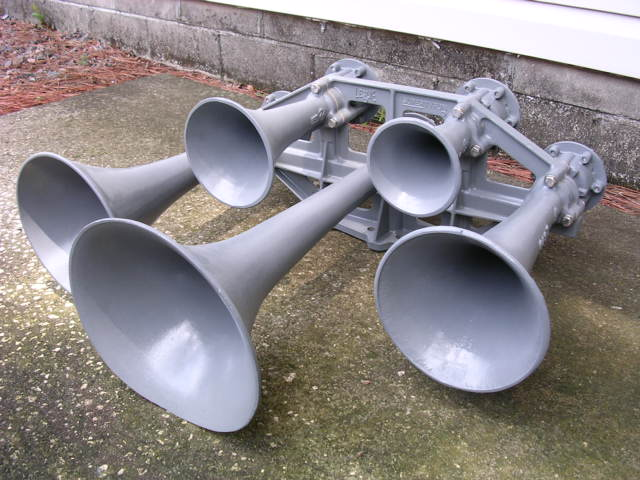
بوق هوائي نموذج (Leslie S5T)، ذو خمسة أجراس.

في الأصل، كانت قاطرات الديزل مجهزة بأبواق الشاحنات. بعد وقوع حادث أخطأ فيه سائق ما بين قطار وشاحنة، اتضحت الحاجة إلى بوق قطار فريد من نوعه. وبالتالي، فإن قطارات أمريكا الشمالية لديها الآن بوقين على الأقل بنغمات مختلفة تشكل بوق الهواء، الذي يصدر صوتًا في وقت واحد، مما يخلق فاصلاً متناسقاُ أو تآلفاً. كل بوق يسمى «جرسا». تكوينات الرنين الثلاثة والخمسة هي الأكثر شيوعًا، ولكن يوجد أيضًا بوقان.
قبل دخول تقاطع سكة حديدية بخمسة عشر إلى عشرين ثانية، يتطلب القانون الفيدرالي من القاطرات أن تطلق أبواقها في تسلسل تحذير قياسي. يتكون هذا التعاقب من بوق طويل، وآخر قصير، وآخر طويل يتكرر صوتهما حسب الضرورة حتى تعبر القاطرة. تحدث الاستثناءات من القانون الفيدرالي في المواقع التي توجد بها قوانين منطقة هادئة تمنع إصدار أبواق القاطرات.
في السنوات الأخيرة، أصبحت موضة لعشاق الدراجات والسيارات والشاحنات لتركيب أبواق هوائية كبيرة على سياراتهم. لا تسمح بعض السلطات القضائية بإرفاق أبواق الهواء، سواء كان من الممكن استعمالها أم لا.
قام راكب الدراجة يانيك ريد (Yannick Read) بربط بوق قطار بدراجته وتم إدراجه في موسوعة غينيس للأرقام القياسية كأعلى بوق دراجة في العالم.

## أبواق هوائية محمولة أو شخصية

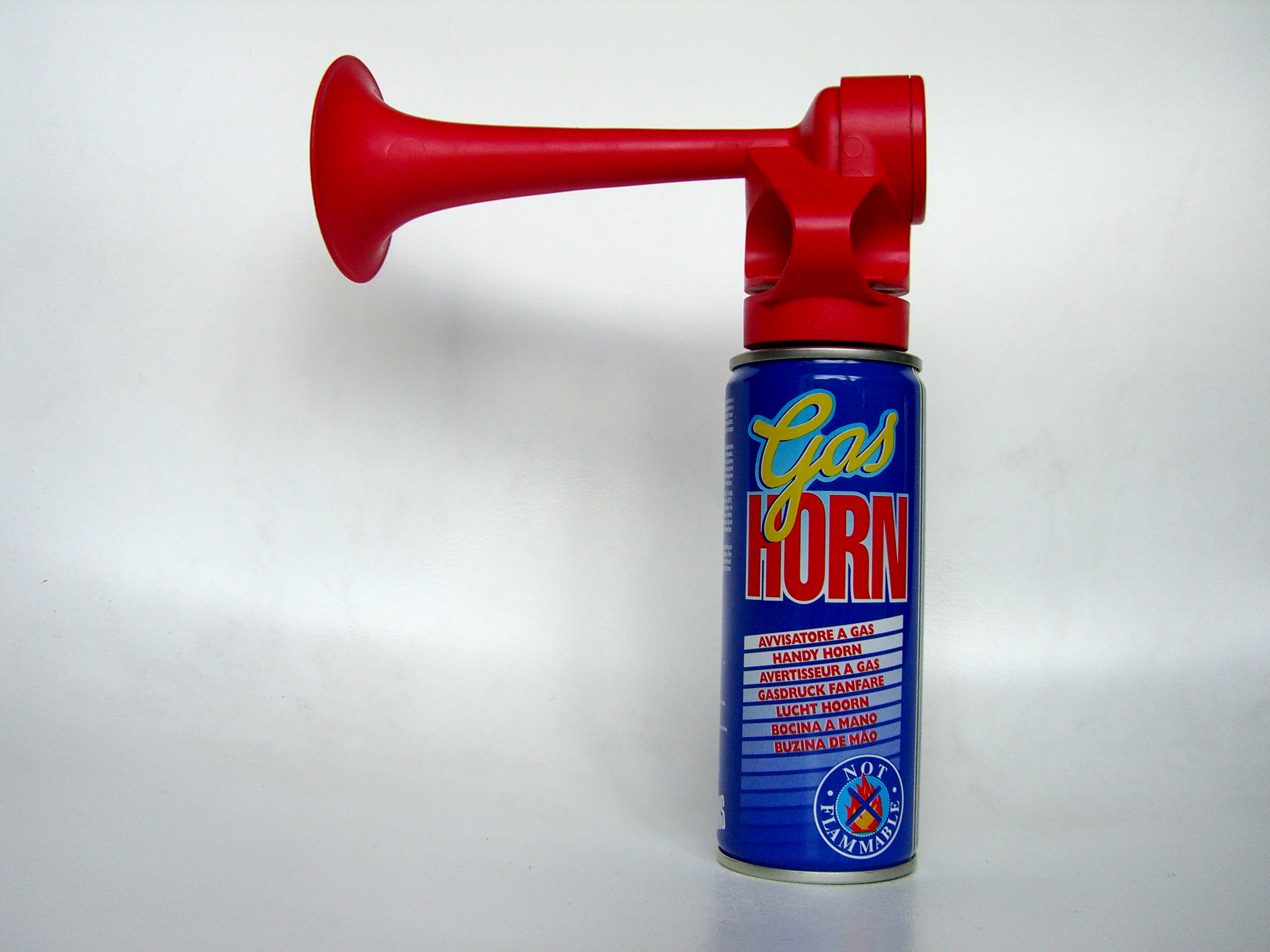
بوق هوائي صغير محمول يستخدم للأحداث الرياضية أو القوارب أو السلامة، مدعوم بعلبة من الغاز المضغوط. يتم تشغيله عن طريق الضغط على زر في الأعلى.

أبواق الهواء المحمولة متوفرة أيضًا ومعبأة بعلبة من الغاز المضغوط كمصدر للهواء. غالبًا ما يسمعها المشجعون في الأحداث الرياضية مثل كرة القدم الأمريكية وكرة السلة وهوكي الجليد وكرة القدم، وفي أحداث أخرى مثل التخرج والاتفاقيات السياسية.
تُستخدم الإصدارات الصغيرة أحيانًا كأبواق دراجات، لأنها تصدر صوت تحذير أعلى من أجراس الدراجات التقليدية أو أبواق القصب.
تُستخدم أيضا كسلاح غير قاتل للدفاع عن النفس، بشكل أساسي كإلهاء سمعي للابتعاد عن المهاجم. بالنسبة للأنشطة الخارجية مثل المشي لمسافات طويلة، والصيد، والتزلج الريفي على الثلج، والتجديف، وصيد الأسماك، يمكن أن يكون البوق الهوائي مفيدًا لتخويف الحياة البرية غير المرغوب فيها أو العدوانية، وطلب المساعدة والإعلان عن موقع المرء.
بالإضافة إلى ذلك، فإن الأبواق الهوائية (خاصة تلك التي تحتوي على مركبات الكربون الفلورية) من المحتمل أن يتم إساءة استخدامها كبديل للعقاقير الترويحية حيث يمكن استنشاق العديد من هذه المبردات للتسمم السريع والخطير.

### الاستخدم في الرياضة
يستخدم البوق الهوائي للإشارة في الرياضات المختلفة:
- هوكي الجليد (خاصة في دوري الهوكي الوطني )
- دوري لاكروس الوطني
- دوري كرة القاعدة الرئيسي
- كرة القدم المصغرة
- الدوري الوطني لكرة القدم الأمريكية

عادةً ما تستخدم ساحات دوري الهوكي الوطني بوقين، بوق عالي النبرة (أو صفارة إنذار، كما هو الحال في الساحات المنزلية في بوسطن بروينز ومونتريال كانيديينز) التي تعلن عن نهاية الفترة (أو بداية مراجعات الإعادة الفورية)، والكثير بدأ صوت البوق ذو النغمة المنخفضة عندما يسجل الفريق المضيف أو يفوز. تستخدم بعض ملاعب دوري كرة القاعدة الأبواق لأغراض مماثلة.
يقال إن فكرة بوق المرمى في هوكي الجليد قد بدأت في عام 1974، عندما أحب بيل ويرتس، مالك شيكاغو بلاكهوكس آنذاك، صوت البوق على يخته لدرجة أنه كان لديه مثال آخر مثبت بالداخل. من الملعب الرئيسي للفريق، ملعب شيكاغو، ليتم سماعه كلما سجل بلاكهوكس هدفًا.
في فنون القتال المختلطة، يستخدم البوق الهوائي بشكل شائع للإشارة إلى نهاية الجولة بدلاً من الجرس المستخدم في الملاكمة والمصارعة المحترفة. ومع ذلك، فإن كومبات زون ريسلينج و(GCW) وشركات المصارعة المستقلة الأخرى تسمح بأبواق الهواء، في حين أن الشركات الكبرى مثل دبليو دبليو إي وإمباكت ريسلينغ حظرتها.

### الاستخدم في الموسيقى
تم استخدام عينات من الأبواق الهوائية المختلفة من قبل فرق دوري الهوكي الوطني عندما يسجل الفريق المضيف هدفًا، وغالبًا ما تكون مصحوبة بالموسيقى.
البوق الهوائي هو أيضًا نموذج شائع في موسيقى الريغي. كانت موسيقى دانسهول الجامايكية هي أول نوع موسيقي يستخدم التأثير، وكانت تستخدم في العروض الحية وكذلك في تسجيلات شريط الأغاني، وفي ريغيه تون البورتوريكي، وهو نوع ريغي هجين منذ أواخر الثمانينيات والتسعينيات. تم استخدام المؤثرات الصوتية مؤخرًا في موسيقى الهيب هوب أيضًا.
اجتمعت «أوركسترا إير هورن» في قصر حاكم ولاية كارولاينا الشمالية كل أربعاء لمدة 30 أسبوعًا من 13 أبريل 2016 حتى 2 نوفمبر 2016، للاحتجاج على قانون خصوصية وأمن المرافق العامة ‏ للولاية، والمعروف أيضًا باسم (House Bill 2)، والحاكم تربيتة ماكروري بإصداره ضوضاء مدوية ومزعجة. كان من المتوقع أن يسجل الأداء الثلاثين والأخير في 2 نوفمبر رقمًا قياسيًا في موسوعة غينيس لعدد الأبواق الهوائية التي تصدر صوتًا متزامنًا، حيث شارك فيها 342 مشاركًا. كان هذا هو الأداء الأخير بسبب انتخابات حاكم الولاية بعد ستة أيام.